# Theodor Schieffer
Theodor Schieffer, né le 11 juin 1910 à Bad Godesberg et mort le 9 avril 1992 dans cette même ville, est un historien médiéviste allemand. Professeur ordinaire de l'université de Mayence, professeur titulaire de la chaire d'histoire médiévale de l'université de Cologne et enfin président de la Société rhénane d'histoire ecclésiastique (1952), il fut un collaborateur des Monumenta Germaniae Historica, et contribua à la revue historique allemande Historische Zeitschrift.

## Biographie
Membre des jeunesses catholiques, Schieffer étudia l'histoire, les langues romanes et la philologie classique à l'université de Bonn (1929), à l'université Humboldt de Berlin (1931-1934) et la Sorbonne (1935). Il passa sa thèse sur « les légats pontificaux en France du Traité de Meerssen (870) jusqu'au schisme de 1130 » sous la direction de Wilhelm Levison en 1934. En 1935 il collabora à l'édition des Monumenta Germaniae Historica, où Paul Kehr et son successeur Edmund E. Stengel lui confièrent entièrement l'édition des diplomata de Lothaire Ier, Lothaire II, Centibold, Louis le Pieux et des rois de Bourgogne. De ce travail considérable il tira la matière de sa thèse d'habilitation intitulée « Les diplômes de rois de Bourgogne » (1942). Critique envers le nazisme, il passa le concours d'archiviste (1939) et devint conservateur national aux Archives secrètes d'État (Geheimen Staasarchiv), puis en 1942 conseiller du service des Archives. Après la guerre, il ne lui était plus possible de reprendre une carrière universitaire, si bien qu'il exerça d'abord comme privat-docent (1946) à la toute nouvelle université de Mayence ouverte avec l'approbation des autorités d'occupation françaises en Rhénanie. En 1951 il était nommé professeur titulaire à Mayence, renonçant à une offre de Rudolf von Heckel à l'université de Munich. Élu président de la Société Rhénane d’Histoire ecclésiastique (1952), membre du comité directeur des Monumenta Germaniae Historica de Munich (1956), il accepta finalement en 1954 d'occuper la chaire d'histoire médiévale et moderne et celle de Sciences auxiliaires de l'histoire à l'université de Cologne. Il fut membre de plusieurs académies régionales allemandes : Académie de Bavière (1957), de Rhénanie-Westphalie (1964), de Göttingen (1969).